# Роберт VIII де Бетюн
Роберт VIII де Бетюн (фр. Robert VIII de Béthune; 1352/1354 — февраль 1408) — виконт Мо с 1371 года, сеньор де Вандёйл с 1373 года. Сын Жана де Бетюна, сеньора де Вандёйла, и его жены Жанны де Куси, свадьба которых состоялась в 1351 году.

## Биография
В 1371 году после смерти Элеоноры — двоюродной сестры матери — унаследовал виконтство Мо. В 1373 году после смерти отца стал сеньором Вандёйла.
Участник Столетней войны на стороне короля Франции. Лейтенант-генерал в Гиени, замещал губернатора этой провинции Ангеррана де Куси во время его отсутствия (1396).
В 1394 году — руководитель одного из трёх вооружённых отрядов во время Перигорского похода, в результате которого в 1397 году владения графа Аршамбо V были конфискованы королём.

## Семья
Первая жена (1368) — Жанна де Шатильон (ум. 1371), дама де Шомон ан Порсьен, дочь Жана I де Шатильона, графа Порсьена. От неё дочь Изабелла, умершая 1382 году.
Вторая жена (после 1371) — Жанна де Барбансон (ум. не ранее октября 1387), дочь Жана III, сеньора де Брабансона. О детях ничего не известно.
Третья жена — Изабелла ван Гистель, дочь и наследница Йана ван Гистеля. От неё дочери:
- Жанна де Бетюн (ум. 1450), виконтесса Мо.
- Жаклина де Бетюн, жена Рауля д’Айли, сеньора де Райневаль и де Варенн.